# Großer Preis der Schweiz 1982
Der Große Preis der Schweiz 1982 (offiziell XVI. Grosser Preis der Schweiz) fand am 29. August im Stade Automobile de Dijon-Prenois in der Nähe von Dijon (Frankreich) statt und war das 14. Rennen der Formel-1-Weltmeisterschaft 1982.

## Berichte

### Hintergrund
Da infolge des schweren Unfalls beim 24-Stunden-Rennen von Le Mans 1955 in der Schweiz ein Verbot für Rundstreckenrennen erlassen wurde, welches mit Ausnahme für Elektroautos bis heute (Stand: 2024) besteht, hatte seit 1954 kein Formel-1-Rennen mehr in der Schweiz stattgefunden. 1982 umging man dieses Verbot, indem man den Großen Preis der Schweiz in Dijon, und somit auf französischem Staatsgebiet durchführte. Bereits 1975 hatte man diese Vorgehensweise gewählt, um ein nicht zur Weltmeisterschaft zählendes Rennen auszurichten, was jedoch keine Wiederholung fand.
In der Fahrerwertung führte weiterhin der verletze Didier Pironi. Ferrari trat erneut nur mit einem Fahrer in Person von Patrick Tambay an und besetzte das zweite Cockpit von Pironi nicht.

### Training
Zum neunten Mal in der laufenden Saison qualifizierte sich mit Alain Prost ein Renault-Pilot für die Pole-Position. Zusammen mit seinem Teamkollegen René Arnoux bildete er die erste Startreihe vor Riccardo Patrese und Niki Lauda. Hinter Andrea de Cesaris und dem amtierenden Weltmeister Nelson Piquet folgten die beiden Williams-Piloten Derek Daly und Keke Rosberg.

### Rennen
Wegen gesundheitlicher Probleme verzichtete Ferrari-Pilot Tambay auf die Teilnahme am Rennen.
Obwohl die Brabham-Piloten aufgrund der neuen Boxenstopp-Strategie des Teams als Favoriten eingeschätzt wurden, dominierten zunächst die Renault-Fahrer, wobei Prost in der zweiten Runde die Führung von Arnoux übernahm. An Lauda und Patrese vorbei gelangte Piquet bis zur vierten Runde auf den dritten Rang nach vorn, gefolgt von Rosberg.
In der elften Runde erreichte Piquet den zweiten Rang, den er behielt, bis er in Runde 40 die Box ansteuerte, um gemäß der von vornherein festgelegten Strategie nachzutanken, was zur damaligen Zeit eine Innovation war. Er kehrte als Fünfter auf die Strecke zurück. Als Arnoux in der 74. Runde zunächst langsamer wurde und schließlich ausschied, gelangte er auf den vierten Rang. Rosberg profitierte ebenfalls von Arnoux’ Ausfall, indem er fortan auf dem zweiten Rang liegend auf den führenden Prost aufholen konnte. In der vorletzten Runde übernahm er die Führung von diesem.
Da die Veranstalter vergaßen, am Ende des Rennens die Zielflagge zu schwenken, fuhr Rosberg sicherheitshalber eine weitere Runde, bevor er seinen ersten Grand-Prix-Sieg feiern konnte, der ihm zudem die Führung in der Weltmeisterschaft einbrachte. Prost wurde Zweiter vor Lauda, Piquet und Patrese. Elio de Angelis erhielt als Sechster den letzten WM-Punkt des Tages.

## Meldeliste
| Team                           | Nr. | Fahrer             | Chassis        | Motor                    | Reifen |
| ------------------------------ | --- | ------------------ | -------------- | ------------------------ | ------ |
| Parmalat Racing Team           | 01  | Nelson Piquet      | Brabham BT50   | BMW M12/13 1,5 L4t       | G      |
| Parmalat Racing Team           | 02  | Riccardo Patrese   | Brabham BT50   | BMW M12/13 1,5 L4t       | G      |
| Team Tyrrell                   | 03  | Michele Alboreto   | Tyrrell 011    | Ford Cosworth DFV 3.0 V8 | G      |
| Team Tyrrell                   | 04  | Brian Henton       | Tyrrell 011    | Ford Cosworth DFV 3.0 V8 | G      |
| TAG Williams Team              | 05  | Derek Daly         | Williams FW08  | Ford Cosworth DFV 3.0 V8 | G      |
| TAG Williams Team              | 06  | Keke Rosberg       | Williams FW08  | Ford Cosworth DFV 3.0 V8 | G      |
| Marlboro McLaren International | 07  | John Watson        | McLaren MP4/1B | Ford Cosworth DFV 3.0 V8 | M      |
| Marlboro McLaren International | 08  | Niki Lauda         | McLaren MP4/1B | Ford Cosworth DFV 3.0 V8 | M      |
| Team ATS                       | 09  | Manfred Winkelhock | ATS D5         | Ford Cosworth DFV 3.0 V8 | G      |
| Team ATS                       | 10  | Eliseo Salazar     | ATS D5         | Ford Cosworth DFV 3.0 V8 | G      |
| John Player Team Lotus         | 11  | Elio de Angelis    | Lotus 91       | Ford Cosworth DFV 3.0 V8 | G      |
| John Player Team Lotus         | 12  | Nigel Mansell      | Lotus 91       | Ford Cosworth DFV 3.0 V8 | G      |
| Ensign Racing                  | 14  | Roberto Guerrero   | Ensign N181    | Ford Cosworth DFV 3.0 V8 | P      |
| Équipe Renault Elf             | 15  | Alain Prost        | Renault RE30B  | Renault EF1 1.5 V6t      | M      |
| Équipe Renault Elf             | 16  | René Arnoux        | Renault RE30B  | Renault EF1 1.5 V6t      | M      |
| Rothmans March Grand Prix Team | 17  | Rupert Keegan      | March 821      | Ford Cosworth DFV 3.0 V8 | A      |
| Rothmans March Grand Prix Team | 18  | Raul Boesel        | March 821      | Ford Cosworth DFV 3.0 V8 | A      |
| Fittipaldi Automotive          | 20  | Chico Serra        | Fittipaldi F9  | Ford Cosworth DFV 3.0 V8 | P      |
| Marlboro Team Alfa Romeo       | 22  | Andrea de Cesaris  | Alfa Romeo 182 | Alfa Romeo 1260 3.0 V12  | M      |
| Marlboro Team Alfa Romeo       | 23  | Bruno Giacomelli   | Alfa Romeo 182 | Alfa Romeo 1260 3.0 V12  | M      |
| Équipe Talbot Gitanes          | 25  | Eddie Cheever      | Ligier JS19    | Matra MS81 3.0 V12       | M      |
| Équipe Talbot Gitanes          | 26  | Jacques Laffite    | Ligier JS19    | Matra MS81 3.0 V12       | M      |
| Scuderia Ferrari SpA SEFAC     | 27  | Patrick Tambay     | Ferrari 126C2  | Ferrari 021 1.5 V6t      | G      |
| Arrows Racing Team             | 29  | Marc Surer         | Arrows A5      | Ford Cosworth DFV 3.0 V8 | P      |
| Arrows Racing Team             | 30  | Mauro Baldi        | Arrows A4      | Ford Cosworth DFV 3.0 V8 | P      |
| Osella Squadra Corse           | 31  | Jean-Pierre Jarier | Osella FA1D    | Ford Cosworth DFV 3.0 V8 | P      |
| Theodore Racing Team           | 32  | Tommy Byrne        | Theodore TY02  | Ford Cosworth DFV 3.0 V8 | G      |
| Toleman Group Motorsport       | 33  | Derek Warwick      | Toleman TG181C | Hart 415T 1.5 L4t        | P      |
| Toleman Group Motorsport       | 36  | Teo Fabi           | Toleman TG181C | Hart 415T 1.5 L4t        | P      |

## Klassifikationen

### Qualifying
| Pos. | Fahrer             | Konstrukteur    | Qualifikationstraining 1 | Qualifikationstraining 1 | Qualifikationstraining 2 | Qualifikationstraining 2 | Start |
| Pos. | Fahrer             | Konstrukteur    | Zeit                     | Ø-Geschwindigkeit        | Zeit                     | Ø-Geschwindigkeit        | Start |
| ---- | ------------------ | --------------- | ------------------------ | ------------------------ | ------------------------ | ------------------------ | ----- |
| 01   | Alain Prost        | Renault         | 1:01,380                 | 222,874 km/h             | 1:07,902                 | 201,467 km/h             | 01    |
| 02   | René Arnoux        | Renault         | 1:01,740                 | 221,574 km/h             | 1:07,554                 | 202,505 km/h             | 02    |
| 03   | Riccardo Patrese   | Brabham-BMW     | 1:02,997                 | 217,153 km/h             | 1:02,710                 | 218,147 km/h             | 03    |
| 04   | Niki Lauda         | McLaren-Ford    | 1:02,984                 | 217,198 km/h             | keine Zeit               | –                        | 04    |
| 05   | Andrea de Cesaris  | Alfa Romeo      | 1:03,023                 | 217,064 km/h             | 1:04,205                 | 213,068 km/h             | 05    |
| 06   | Nelson Piquet      | Brabham-BMW     | 1:03,366                 | 215,889 km/h             | 1:03,183                 | 216,514 km/h             | 06    |
| 07   | Derek Daly         | Williams-Ford   | 1:04,238                 | 212,958 km/h             | 1:03,291                 | 216,144 km/h             | 07    |
| 08   | Keke Rosberg       | Williams-Ford   | 1:03,589                 | 215,132 km/h             | 1:03,783                 | 214,477 km/h             | 08    |
| 09   | Bruno Giacomelli   | Alfa Romeo      | 1:03,776                 | 214,501 km/h             | 1:04,711                 | 211,401 km/h             | 09    |
| 10   | Patrick Tambay     | Ferrari         | 1:03,896                 | 214,098 km/h             | keine Zeit               | –                        | 10    |
| 11   | John Watson        | McLaren-Ford    | 1:03,995                 | 213,767 km/h             | 1:04,711                 | 211,401 km/h             | 11    |
| 12   | Michele Alboreto   | Tyrrell-Ford    | 1:04,069                 | 213,520 km/h             | 1:04,102                 | 213,410 km/h             | 12    |
| 13   | Jacques Laffite    | Ligier-Matra    | 1:04,087                 | 213,460 km/h             | 1:04,897                 | 210,796 km/h             | 13    |
| 14   | Marc Surer         | Arrows-Ford     | 1:04,928                 | 210,695 km/h             | 1:05,158                 | 209,951 km/h             | 14    |
| 15   | Elio de Angelis    | Lotus-Ford      | 1:04,967                 | 210,568 km/h             | 1:05,437                 | 209,056 km/h             | 15    |
| 16   | Eddie Cheever      | Ligier-Matra    | 1:05,162                 | 209,938 km/h             | 1:05,001                 | 210,458 km/h             | 16    |
| 17   | Jean-Pierre Jarier | Osella-Ford     | 1:05,179                 | 209,884 km/h             | 1:05,318                 | 209,437 km/h             | 17    |
| 18   | Brian Henton       | Tyrrell-Ford    | 1:05,877                 | 207,660 km/h             | 1:05,391                 | 209,203 km/h             | 18    |
| 19   | Roberto Guerrero   | Ensign-Ford     | 1:05,422                 | 209,104 km/h             | 1:05,395                 | 209,190 km/h             | 19    |
| 20   | Manfred Winkelhock | ATS-Ford        | 1:05,451                 | 209,011 km/h             | 1:06,139                 | 206,837 km/h             | 20    |
| 21   | Derek Warwick      | Toleman-Hart    | 1:05,927                 | 207,502 km/h             | 1:05,877                 | 207,660 km/h             | 21    |
| 22   | Rupert Keegan      | March-Ford      | 1:06,632                 | 205,307 km/h             | 1:06,011                 | 207,238 km/h             | 22    |
| 23   | Teo Fabi           | Toleman-Hart    | 1:06,017                 | 207,219 km/h             | 1:06,102                 | 206,953 km/h             | 23    |
| 24   | Raul Boesel        | March-Ford      | 1:06,781                 | 204,849 km/h             | 1:06,136                 | 206,846 km/h             | 24    |
| 25   | Eliseo Salazar     | ATS-Ford        | 1:06,297                 | 206,344 km/h             | 1:06,168                 | 206,746 km/h             | 25    |
| 26   | Nigel Mansell      | Lotus-Ford      | 1:06,430                 | 205,931 km/h             | 1:06,211                 | 206,612 km/h             | 26    |
| DNQ  | Chico Serra        | Fittipaldi-Ford | 1:06,590                 | 205,436 km/h             | 1:06,339                 | 206,214 km/h             | –     |
| DNQ  | Tommy Byrne        | Theodore-Ford   | 1:06,990                 | 204,210 km/h             | 1:08,118                 | 200,828 km/h             | –     |
| DNQ  | Mauro Baldi        | Arrows-Ford     | 1:07,836                 | 201,663 km/h             | 1:08,314                 | 200,252 km/h             | –     |

### Rennen
| Pos. | Fahrer             | Konstrukteur  | Runden | Stopps | Zeit        | Start | Schnellste Runde |
| ---- | ------------------ | ------------- | ------ | ------ | ----------- | ----- | ---------------- |
| 01   | Keke Rosberg       | Williams-Ford | 80     | 0      | 1:32:41,087 | 08    | 1:07,509         |
| 02   | Alain Prost        | Renault       | 80     | 0      | + 4,442     | 01    | 1:07,477 (05.)   |
| 03   | Niki Lauda         | McLaren-Ford  | 80     | 0      | + 1:00,343  | 04    | 1:08,453         |
| 04   | Nelson Piquet      | Brabham-BMW   | 79     | 1      | + 1 Runde   | 06    | 1:08,010         |
| 05   | Riccardo Patrese   | Brabham-BMW   | 79     | 0      | + 1 Runde   | 03    | 1:09,615         |
| 06   | Elio de Angelis    | Lotus-Ford    | 79     | 0      | + 1 Runde   | 15    | 1:09,713         |
| 07   | Michele Alboreto   | Tyrrell-Ford  | 79     | 0      | + 1 Runde   | 12    | 1:09,649         |
| 08   | Nigel Mansell      | Lotus-Ford    | 79     | 0      | + 1 Runde   | 26    | 1:09,288         |
| 09   | Derek Daly         | Williams-Ford | 79     | 0      | + 1 Runde   | 07    | 1:09,192         |
| 10   | Andrea de Cesaris  | Alfa Romeo    | 78     | 0      | + 2 Runden  | 05    | 1:09,903         |
| 11   | Brian Henton       | Tyrrell-Ford  | 78     | 0      | + 2 Runden  | 18    | 1:09,442         |
| 12   | Bruno Giacomelli   | Alfa Romeo    | 78     | 1      | + 2 Runden  | 09    | 1:09,913         |
| 13   | John Watson        | McLaren-Ford  | 77     | 1      | + 3 Runden  | 11    | 1:08,247         |
| 14   | Eliseo Salazar     | ATS-Ford      | 77     | 1      | + 3 Runden  | 25    | 1:10,676         |
| 15   | Marc Surer         | Arrows-Ford   | 76     | 1      | + 4 Runden  | 14    | 1:09,441         |
| 16   | René Arnoux        | Renault       | 75     | 1      | DNF         | 02    | 1:08,181         |
| –    | Eddie Cheever      | Ligier-Matra  | 70     | 2      | DNF         | 16    | 1:09,950         |
| –    | Manfred Winkelhock | ATS-Ford      | 56     | 0      | DNF         | 20    | 1:10,561         |
| –    | Jean-Pierre Jarier | Osella-Ford   | 44     | 1      | DNF         | 17    | 1:10,625         |
| –    | Jacques Laffite    | Ligier-Matra  | 34     | 0      | DNF         | 13    | 1:10,116         |
| –    | Teo Fabi           | Toleman-Hart  | 32     | 0      | DNF         | 23    | 1:10,441         |
| –    | Raul Boesel        | March-Ford    | 32     | 0      | DNF         | 24    | 1:11,313         |
| –    | Rupert Keegan      | March-Ford    | 25     | 0      | DNF         | 22    | 1:10,470         |
| –    | Derek Warwick      | Toleman-Hart  | 24     | 1      | DNF         | 21    | 1:09,759         |
| –    | Roberto Guerrero   | Ensign-Ford   | 5      | 0      | DNF         | 19    | 1:11,337         |
| DNS  | Patrick Tambay     | Ferrari       | –      | –      | –           | 10    | –                |

## WM-Stände nach dem Rennen
Die ersten sechs des Rennens bekamen 9, 6, 4, 3, 2 bzw. 1 Punkt(e). In der Fahrerwertung wurden die besten elf Resultate, in der Konstrukteurswertung alle Resultate gewertet.

### Fahrerwertung
| Pos. | Fahrer              | Konstrukteur                  | Punkte |
| ---- | ------------------- | ----------------------------- | ------ |
| 01   | Keke Rosberg        | Williams-Ford                 | 42     |
| 02   | Didier Pironi       | Ferrari                       | 39     |
| 03   | Alain Prost         | Renault                       | 31     |
| 04   | John Watson         | McLaren-Ford                  | 30     |
| 05   | Niki Lauda          | McLaren-Ford                  | 30     |
| 06   | Elio de Angelis     | Lotus-Ford                    | 23     |
| 07   | Riccardo Patrese    | Brabham-Ford / Brabham-BMW    | 21     |
| 08   | Nelson Piquet       | Brabham-Ford / Brabham-BMW    | 20     |
| 09   | René Arnoux         | Renault                       | 19     |
| 10   | Patrick Tambay      | Ferrari                       | 19     |
| 11   | Michele Alboreto    | Tyrrell-Ford                  | 14     |
| 12   | Eddie Cheever       | Ligier-Matra                  | 10     |
| 13   | Derek Daly          | Theodore-Ford / Williams-Ford | 7      |
| 14   | Nigel Mansell       | Lotus-Ford                    | 7      |
| 15   | Carlos Reutemann    | Williams-Ford                 | 6      |
| 16   | Gilles Villeneuve † | Ferrari                       | 6      |
| 17   | Jacques Laffite     | Ligier-Matra                  | 5      |
| 18   | Andrea de Cesaris   | Alfa Romeo                    | 5      |
| 19   | Jean-Pierre Jarier  | Osella-Ford                   | 3      |

| Pos. | Fahrer             | Konstrukteur               | Punkte |
| ---- | ------------------ | -------------------------- | ------ |
| 20   | Marc Surer         | Arrows-Ford                | 3      |
| 21   | Bruno Giacomelli   | Alfa Romeo                 | 2      |
| 22   | Eliseo Salazar     | ATS-Ford                   | 2      |
| 23   | Manfred Winkelhock | ATS-Ford                   | 2      |
| 24   | Mauro Baldi        | Arrows-Ford                | 2      |
| 25   | Chico Serra        | Fittipaldi-Ford            | 1      |
| 26   | Brian Henton       | Arrows-Ford / Tyrrell-Ford | 0      |
| 27   | Jochen Mass        | March-Ford                 | 0      |
| 28   | Slim Borgudd       | Tyrrell-Ford               | 0      |
| 29   | Raul Boesel        | March-Ford                 | 0      |
| 30   | Roberto Guerrero   | Ensign-Ford                | 0      |
| 31   | Derek Warwick      | Toleman-Hart               | 0      |
| 32   | Geoff Lees         | Theodore-Ford / Lotus-Ford | 0      |
| –    | Mario Andretti     | Williams-Ford              | 0      |
| –    | Teo Fabi           | Toleman-Hart               | 0      |
| –    | Riccardo Paletti † | Osella-Ford                | 0      |
| –    | Jan Lammers        | Theodore-Ford              | 0      |
| –    | Rupert Keegan      | March-Ford                 | 0      |
| –    | Tommy Byrne        | Theodore-Ford              | 0      |

### Konstrukteurswertung
| Pos. | Konstrukteur  | Punkte |
| ---- | ------------- | ------ |
| 01   | Ferrari       | 64     |
| 02   | McLaren-Ford  | 60     |
| 03   | Williams-Ford | 55     |
| 04   | Renault       | 50     |
| 05   | Lotus-Ford    | 30     |
| 06   | Brabham-BMW   | 22     |
| 07   | Brabham-Ford  | 19     |
| 08   | Ligier-Matra  | 15     |
| 09   | Tyrrell-Ford  | 14     |

| Pos. | Konstrukteur    | Punkte |
| ---- | --------------- | ------ |
| 10   | Alfa Romeo      | 7      |
| 11   | Arrows-Ford     | 5      |
| 12   | ATS-Ford        | 4      |
| 13   | Osella-Ford     | 3      |
| 14   | Fittipaldi-Ford | 1      |
| 15   | March-Ford      | 0      |
| 16   | Theodore-Ford   | 0      |
| –    | Toleman-Hart    | 0      |
| –    | Ensign-Ford     | 0      |